# HUMAN CRISIS
『HUMAN CRISIS』（ヒューマン・クライシス）は、1980年11月5日にリリースされた原田真二&クライシスのアルバムであり、原田真二にとって3作目のスタジオ・アルバム。

## 解説
より自分らしい活動の場を求めてポリドールに移籍。自らのバンド「原田真二&クライシス」を形成し、よりロック色、メッセージ性を強めたコンセプト・アルバム。
デジタル録音。また、リスナーが2台のスピーカーと正三角形になる位置を保ち、できるだけボリュームを大きくして聴くと、スピーカーより外側から音が聞こえるパイオニック方式という録音が成されてあった。
SIDE ONEが（NATURE）、SIDE TWOを（URBAN）と表記。アルバムジャケットも同様に、表がNATURE（自然）な地球。裏にURBAN（都会）な地球が描かれている。
初回特典としてオリジナル ・レーベルステッカー：ロゴマークステッカー封入。アルバムジャケットも合わせ、原田真二自身のデザインである。
このアルバムは発売時点でシングルが1曲も収録されていない。ライブで以前から演奏していた曲はあるものの、全曲このアルバムのために集められ初録音された完全オリジナル。
最終「Cosmic Color Ending Theme｣のエンディングで奇妙な声が収録されているが、これは原田が「HUMAN CRISIS」と発する声の録音テープを逆回転させて最終溝まで収録しているもの。
アルバムタイトルで、バンド名にもなっているCRISISの語源に関して原田は、一般的な「危機」という意味以外に「転機」という意味も含んでいると言っていた。
Complete Boxライナーノーツには「僕の中にあるハードな部分が、がつーんとでた一品。どうしても通りたい道だった。色々なトライ、実験が満載のプログレッシブなアルバム」（一部抜粋）等と綴っている。

### Member
SHINJI HARADA Keyboards，Guitar & Vocal

#### THE CRISIS
TAKASHI FURUTA Drums & Percussion
MASAO SEKI Bass
TAKASHI TOYOTA Violin

#### SPECIAL GUEST
KENJI KITAJIMA Guitar

## 収録曲

### SIDE ONE （NATURE）
1. Cosmic Color（3:35） 
  - 作詞・作曲・編曲： 原田真二
2. Brand New Age（5:01） 
  - 作詞： 原田真二 & LOUIS HIGGINS／作曲・編曲： 原田真二
3. Carry On　　（4:29） 
  - 作詞・作曲・編曲： 原田真二
4. Sorry Kyofull（3:19） 
  - 作詞・作曲・編曲： 原田真二
5. Be Cool（3:30）
  - 作詞・作曲・編曲： 原田真二
6. Wise Way（4:02） 
  - 作詞： 原田真二 & LOUIS HIGGINS／作曲・編曲： 原田真二

### SIDE TWO （URBAN）
1. Information Network （INST.）（5:54）
  - 作曲・編曲： 原田真二
2. Woo Lady Stop（6:01） 
  - 作詞・作曲・編曲： 原田真二
3. Get Back Your Mind（5:01） 
  - 作詞・作曲・編曲： 原田真二
4. Mama Lucy（4:13）
  - 作詞・作曲・編曲： 原田真二

後に「LIFE」のB面として若干バージョンを変えてシングルカット・81.4. 21
5. HUMAN CRISIS（旅人よ）（3:45） 
  - 作詞・作曲・編曲： 原田真二
6. Cosmic Color Ending Theme（0:58） 
  - 作曲・編曲： 原田真二

## Musicians

### side one （nature）
1. Cosmic Color
  - VO.： SHINJI HARADA
  - HARP： KEIKO YAMAKAWA
  - STRINGS： TOMATO QUARTET
  - CHORUS： SHINJI HARADA ・MASAO SEKI ・TAKASHI FURUTA
2. Brand New Age
  - VO.・APF ・OBERHEIM OB-X ・E．GUITAR & SOLO： SHINJI HARADA
  - E．BASS： MASAO SEKI
  - DRUMS ・SYNTHESIZER DRUMS ・PERCUSSION： TAKASHI FURUTA
  - E．GUITAR： KENJI KITAJIMA
  - CHORUS： SHINJI HARADA ・TAKASHI FURUTA ・KENJI KITAJIMA
3. Carry On
  - VO.・APF ・HAMMONDO ORGAN ・OBERHEIM OB-X ・HARPSICHORD ・ E．GUITAR & SOLO： SHINJI HARADA
  - E．BASS： MASAO SEKI
  - DRUMS ・PERCUSSION： TAKASHI FURUTA
  - A．GUITAR： KENJI KITAJIMA
  - STRINGS： TAKASHI TOYOTA ・TOMATO STRINGS SECTION
  - FRENCH HORN： YASUHIRO OKITA ・MASAYUKI YAMASHIRO
4. Sorry Kyofull
  - VO.・APF ・OBERHEIM OB-X & SOLO： SHINJI HARADA
  - E．BASS： MASAO SEKI
  - DRUMS ・SYNTHESIZER DRUMS： TAKASHI FURUTA
  - E．GUITAR： KENJI KITAJIMA
  - CELLO： MASATOSHI MAEDA
  - CHORUS： SHINJI HARADA
5. Be Cool
  - VO.・EPF ・WURLYTZER： SHINJI HARADA
  - E．BASS： MASAO SEKI
  - DRUMS ・VO.： TAKASHI FURUTA
  - E．GUITAR： KENJI KITAJIMA
  - TB： EIJI ARAI
  - CHORUS： SHINJI HARADA
6. Wise Way
  - VO.・APF ・E．GUITAR & SOLO： SHINJI HARADA
  - E．BASS： MASAO SEKI
  - DRUMS ・PERCUSSION： TAKASHI FURUTA
  - E．GUITAR： KENJI KITAJIMA
  - CHORUS： SHINJI HARADA

### side two （urban）
1. Information Network（INST.）
  - APF ・OBERHEIM OB-X ・E．GUITAR ＆ SOLO： SHINJI HARADA
  - E．GUITAR： KENJI KITAJIMA
  - E．BASS： MASAO SEKI
  - DRUMS： TAKASHI FURUTA
  - STRINGS： TAKASHI TOYOTA ・TOMATO STRINGS SECTION
  - NEWS CASTER： D．L WEST ISLAND
2. Woo Lady Stop
  - VO.・APF： SHINJI HARADA
  - E．BASS： MASAO SEKI
  - DRUMS： TAKASHI FURUTA
  - E．GUITAR & SOLO： KENJI KITAJIMA
  - STRINGS： TAKASHI TOYOTA ・TOMATO STRINGS SECTION
  - HORN： （TP=SHIN KAZUHARA ・TR=EIJI ARAI ・T.SAX & SOLO=SATOSHI NAKAMURA）
3. Get Back Your Mind
  - VO.・APF ・HAMMONDO ORGAN ・OBERHEIM OB-X ・E．GUITAR & SOLO： SHINJI HARADA
  - E．BASS： MASAO SEKI
  - DRUMS： TAKASHI FURUTA
  - E．GUITAR & SOLO： KENJI KITAJIMA
  - STRINGS： TAKASHI TOYOTA ・TOMATO STRINGS SECTION
  - CHORUS： SHINJI HARADA ・TAKASHI FURUTA
4. Mama Lucy
  - VO.・APF ・OBERHEIM OB-X & SOLO： SHINJI HARADA
  - E．BASS： MASAO SEKI
  - DRUMS： TAKASHI FURUTA
  - E．GUITAR & SOLO： KENJI KITAJIMA
  - STRINGS： TAKASHI TOYOTA ・TOMATO STRINGS SECTION
  - CHORUS： SHINJI HARADA ・TAKASHI FURUTA
5. HUMAN CRISIS（旅人よ）
  - VO.・APF ・MELOTRONE： SHINJI HARADA
  - VIOLIN SOLO： TAKASHI TOYOTA
  - CHORUS： SHINJI HARADA ・TAKASHI FURUTA ・MASAO SEKI ・TAKASHI TOYOTA
6. Cosmic Color Ending Theme
  - HARP： KEIKO YAMAKAWA
  - STRINGS： TOMATO QUARTET

- COMPOSED,ARRANGED & PRODUCED BY SHINJI HARADA
- for Crisis Rock Music Co.,Ltd.& Polydor K.K.Japan
- Performed by SHINJI & CRISIS

## リマスタリング再発CD
- 原田真二&クライシス ポリドール・イヤーズ完全盤　SHINJI & CRISIS POLYDOR YEARS COMPLETE　（2007年10月24日） 三枚組　UNIVERSAL
収録 DISC1：アルバム『HUMAN CRISIS』／DISC2：アルバム『ENTRANC∃』／DISC3：シングル集＆アルバム『Merry Christmas』